# Лемьё, Мари-Жозе
Мари́-Жозе́ Лемьё (фр. Marie-Joseph Lemieux; 10 мая 1902, Квебек, Канада — 4 марта 1994) — канадский прелат и ватиканский дипломат, доминиканец. Епископ Хакодате с 9 декабря 1935 по 16 января 1941. Епископ Саскатуна с 15 апреля 1944 по 20 июня 1953. Архиепископ Оттавы с 20 июня 1953 по 16 сентября 1969. Апостольский нунций на Гаити с 16 сентября 1966 по 30 мая 1969. Апостольский про-нунций в Индии с 30 мая 1969 по 16 февраля 1971.

## Биография
4 августа 1924 года Мари-Жозе Лемьё принял постоянные монашеские обеты в монашеском ордене доминиканцев, OP. Обучался в Риме, Лилле и Оксфорде. 15 апреля 1928 года в Оттаве состоялось рукоположение Мари-Жозе Лемьё в священника, которое совершил кардиналом Феликсом-Ремоном-Мари Руло, после чего был отправлен на миссию в Японию.
9 декабря 1935 года Римский папа Пий XI назначил Мари-Жозе Лемьё епископом Хакодате. 29 сентября 1936 года состоялось рукоположение Мари-Жозе Лемьё в епископа, которое совершил кардинал Паоло Марелла в сослужении с архиепископом Токио Жаном-Батистом-Алексисом Шамбоном и епископом Нагасаки Януарием Кюносукэ Хаясакой. В начале 1941 года Мари-Жан Лемьё покинул Японию из-за сложной политической обстановки и возвратился в Канаду. 16 января 1941 года подал в отставку и в этот же день был назначен титулярным епископом Калидона.
15 апреля 1944 года Римский папа Пий XII назначил Мари-Жозе Лемьё епископом Саскатуна и 20 июня 1953 года — архиепископом Оттавы. 17 октября 1953 года вступил в должность.
Участвовал в работе I, II, III и IV сессиях Второго Ватиканского собора.
16 сентября 1966 года Мари-Жозе Лемьё подал в отставку и в этот же день был назначен титулярным архиепископом Сальды и апостольским нунцием Гаити. В 1969 году был также назначен апостольским делегатом на Антильских островах.
30 мая 1969 года Святой Престол назначил Мари-Жозе Лемьё апостольским про-нунцием в Индии. 16 февраля 1971 года подал в отставку.
Скончался 4 марта 1994 года.